# Stribog
Stribog je východoslovanský bůh nejasné funkce, většinou považovaný za božstvo větru. Je zmíněn pouze v Pověsti dávných let, Čudovském sborníku a Slově o pluku Igorově, jehož pravost je sporná.:s.130
Pověst dávných let uvádí Striboga mezi božstvy jejichž modly vztyčil v Kyjevě kníže Vladimír:
| „ | A postavil na návrší vně opevněného dvorce modly: Perunovi ze dřeva, hlavu jeho ze stříbra a vous ze zlata; také Chorsovi Dažbogovi, Stribogovi, Simarglovi a Mokoši.:s.122 | “ |

Slovo o pluku Igorově jej zmiňuje takto:
| „ | Z přímoří dech větrů, Stribogových vnuků, přináší smršť šípů z poloveckých luků.“:s.60 | “ |

Slovo svatého Jana Zlatoústého obsažené v Čudovském sborníku uvádí:
| „ | Jiní věří v Striboga, Dažboga a v Perepluta, kterému připíjejí v rozích a přitom se otáčejí, jiní zas věří ve sny...“:s.130 | “ |

## Teorie o Stribogovi

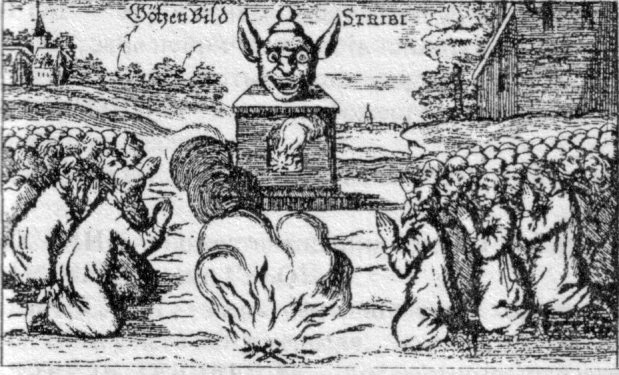
Karikatura nebo křesťanská propaganda z 18. století znázorňující uctívání Striboga

Teorie o Stribogovi je založena především na výkladu jeho jména a zmínky v Slově o pluku Igorově. Kromě toho že pravost tohoto díla je zpochybňována, tak v ní není uveden jako božstvo větru, ale jako děd větrů, jeho funkce by tedy měla být širší. Teorii naopak nepřímo podporuje existence personifikací větru ve folklóru, především jihoslovanském, a božstev větru v jiných indoevropských mytologiích, jako je védský Váju. O božstvu větru také referují některé raně novovověké prameny, konkrétně Matěj Stryjkowski, Matěj z Miechova a Hustýnský letopis, a nazývají jej Pochwist či Pogwizd. Někteří badatelé, například Jevgenij Aničkov a Aleksander Kirpičnikov, o existenci Striboga ve slovanské mytologii pochybovali.
Výjimečně se lze nalézt místní jména podobná jeho jména, jedná se o polskou vesnici Strzyboga a ruské Stribože Ozero a pramen Striboc.:s.131 V běloruském folklóru je znám polní démon stryžak.:s.62

## Etymologie

### Bůh větru
Slovanská teorie vykládá jméno tohoto božstva z kořene *stru-, ve významu plynutí, ať už vody nebo vzduchu.:s.131 Podobně jméno vykládal Vatroslav Jagić a Jan Máchal ze slova strieti
„strnout, zledovatět, ztuhnout pod vlivem ledového větru“, ale i Lubor Niederle, podle kterého je první část jména zvukomalebné slovo napodobující svištění větru.:s.61

### Vládce nebes
Indoevropská teorie vykládá jméno Stribog z rekonstruovaného jména praindoevropského otce bohů a vládce nebes, které zní Dyuaspætēr.:s.131 Mark Vey identifikoval stri s pætēr a bog s *dyeus, indoevropským označením božstva. Tuto teorii částešně přijal i Vladimir Toporov, který považoval Striboga za hypostázi Peruna, a Boris Rybakov podle kterého jde o přízvisko Svaroga. Problémem výkladu je přehození komponent slova, na rozdíl od ostatních indoevropských náboženství a jeho postavení ve Vladimírově panteonu. Jako otec bohů by Stribog buď stál v čele panteonu namísto Peruna, nebo by byl božstvem typu deus otiosus, které nemělo výraznější kult.:s.131

### Bůh předků
Jméno Stribog lze však z indoevropštiny vykládat obráceně, jeho význam by pak byl „bůh otců/předků/rodu“.:s.132 Tomuto výkladu odpovídá teorie Martina Golemy, který považuje Dažboga a Striboga za božstva analogická védským božstvům podřízeným Mitrovi, Bhagovi a Arjamanovi, z nichž první se staral o přerozdělování bohatství a druhý o rodovou pospolistost.:s.132 Podobně jako Striboga vykládá Golema i polabského Radegasta.

### Různé výklady
Aleksander Brückner spojil jméno Striboga s ukrajinským stribať „skákat“, a vyložil jej jako „boha skokana“, tato teorie však není příliš pravděpodobná. Erich Berneker odvodil jméno ze slova stroj a vykládal ho jako „správce dobra“, ze stejného slovo, ale naopak, jej vyložil J. Schütz jako „odnímatele dobra“, což podle Zdeňka Váni odpovídá jeho funkci ve Slovu o pluku Igorově.
Jiní badatelé, například Alexej Sobolevskij, Simon Pirchegger a Max Vasmer, vykládali toto jméno z přídomku Ahura Mazdy Śríbaγa „krásný bůh“. Tento výklad však nic nenapovídá o funkci Striboga a je i lingvisticky problematický.:s.132 Vittore Pisani vykládal jeho jméno z latinského frigus či řeckého rigos, obojí ve významu „mráz chlad“.:s.62